# Piłak
Piłak (do 1945 r. niem. Pillackermühle) – część wsi Rybno w Polsce, położona w województwie warmińsko-mazurskim, w powiecie mrągowskim, w gminie Sorkwity.
W latach 1975–1998 Piłak znajdował się w województwie olsztyńskim.
Dawna osada młyńska, zwana także Piłanka, istniała już w połowie XVII w. Później była to osada leśna. W 1973 osada (leśniczówka) Piłak należała administracyjnie do sołectwa Rybno.
W Piłaku znajduje się założony w 1991 r. rezerwat przyrody, zajmujący się ochroną ptaków błotnych o powierzchni 52,45 ha.